# Rínxol coronal

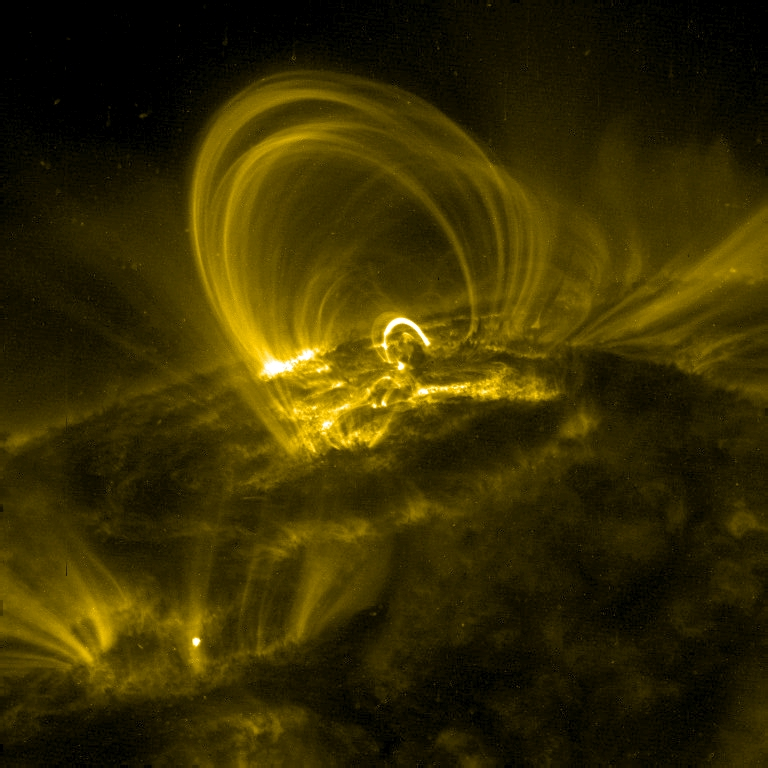
Rínxols coronals típics observats pel TRACE

Els rínxols coronals (també coneguts com a anells coronals o llaços coronals) constitueixen l'estructura bàsica de la corona solar inferior i de la regió de transició del Sol. Aquests rínxols elegants i altament estructurats són la conseqüència directa del retorçat flux magnètic solar. La difusió de rínxols solars està directament lligada als cicles solars, per això, sovint trobem rínxols solar amb taques solars a la seva base. El flux magnètic empeny a través de la fotosfera, exposant el plasma inferior més fred. El contrast entre la fotosfera i l'interior solar provoca l'aparença de punts foscos o taques solars.

## Característiques físiques
Un rínxol coronal és un flux magnètic fix pels dos extrems, ancorat a la superfície solar i que s'estén i es desenvolupa en l'atmosfera solar. Són estructures ideals per observar en voler entendre la transferència d'energia des del cos solar a la corona solar a través de la regió de transició.

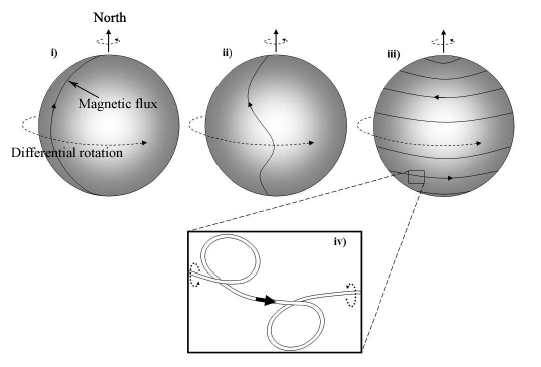
Diagrama que mostra l'evolució del flux magnètic en un cicle solar

Hi ha rínxols coronals de moltes mides, al voltant de tubs de flux oberts que condueixen al vent solar i arriben a la corona i l'heliosfera. Ancorats en la fotosfera, els rínxols coronals es projecten a través de la cromosfera i la regió de transició i s'estenen amunt en la corona solar.
Els rínxols coronals, també presenten una àmplia varietat de temperatures al llarg de la seva longitud. Els rínxols que presenten temperatures per sota dels 1 MK es coneixen com a rínxols freds, i els que estan per sobre dels 1 MK s'anomenen rínxols calents. Evidentment, cada un d'ells irradia a diferents longituds d'ona.

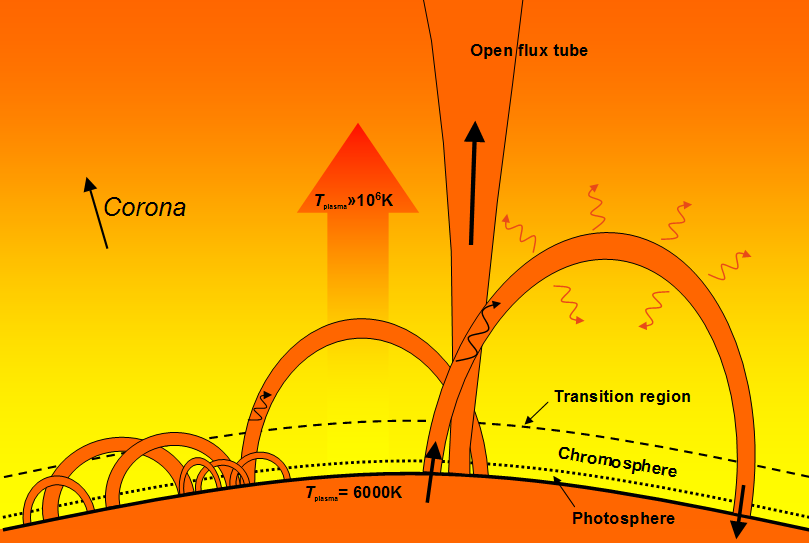
Diagrama de la corona solar inferior de la regió de transició on es pot observar diferents tipus de rínxols coronals

### Localització
Els rínxols coronals es poden trobar tant en regions actives com en regions en calma de la superfície solar. Les regions actives de la superfície solar comprenen petites àrees però produeixen la major part de l'activitat i són sovint la font d'erupcions solars i d'ejeccions de massa coronal a causa de l'intens camp magnètic present. Les regions actives produeixen el 82% del total de l'energia calòrica de la corona. Els forats coronals són línies de camp obertes localitzades principalment en les regions polars del Sol i es coneixen com la font dels vents solarsràpids. El Sol en calma, encara que menys actiu que les regions actives, està ple de processos dinàmics i fenòmens transitoris (punts brillants, nanoerupcions i jets). Com a regla general, les regions en calma existeixen en regions d'estructures magnètiques tancades, i les regions actives són fonts altament dinàmiques de fenòmens explosius. És important remarcar que aquestes observacions suggereixen que la corona sencera està massivament poblada per línies de camp magnètiques obertes i tancades.

### Els rínxols coronals i el problema de l'escalfament coronal
Una línia de camp trencada no constitueix un rínxol coronal; això no obstant, el flux tancat pot ser farcit amb plasma abans que es pugui anomenar rínxol coronal. Tenint això en compte, és clar que els rínxols coronals són un fenomen poc comú a la superfície solar, ja que la majoria de les estructures de flux tancades estan buides. Això significa que el mecanisme que escalfa la corona i injecta plasma cromosfèric al flux magnètic tancat està altament localitzat. El mecanisme que hi ha al darrere del farciment de plasma, el corrent dinàmic i l'escalfament coronal encara és un misteri. El mecanisme o mecanismes han de ser prou estables per a continuar alimentant la corona amb plasma cromosfèric i prou potent per accelerar i, per tant, escalfar el plasma des dels 6.000 K fins per sobre dels 1 MK en la curta distància des de la cromosfera i la zona de transició fins a la corona. Aquesta és l'autèntica raó per la qual els rínxols coronals són l'objectiu d'un intens estudi. Els rínxols estan ancorats a la fotosfera, són alimentats pel plasma cromosfèric, s'estenen per la regió de transició i tenen temperatures coronals després d'haver patit un intens escalfament.

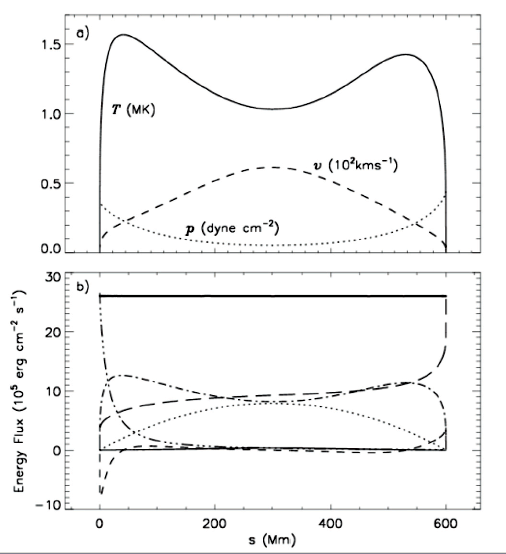
Model exemple d'un rínxol coronal inactiu

La idea que el problema de l'escalfament coronal es deu únicament a algun mecanisme d'escalfament de la corona és enganyosa. Primer, els rínxols farcits de plasma superdens s'escola directament des de la cromosfera. No hi ha cap mecanisme conegut que pugui comprimir el plasma coronal i alimentar els rínxols coronals a altituds coronals. Segon, Les observacions dels fluxos ascendents apunten a una font de plasma cromosfèrica. El plasma és doncs d'origen cromosfèric. Es tracta d'una energització cromosfèrica i un fenomen d'escalfament coronal possiblement lligats a través de mecanismes comuns.

## Història de les observacions

### 1946–1975
Tot i haver-se produït nombrosos avenços des de telescopis terrestres (com el Mauna Loa Solar Observatory, MLSO, de Hawaii) i observacions de la corona durant eclipsis, les observacions des de telescopis espacials ha estat necessària per a la física solar per tal d'evitar l'enfosquiment de l'atmosfera terrestre. Començant amb els vols curts de 7 minuts de l'Aerobee el 1946 i el 1952, per mesurar amb espectogrames la EUV solar i les emissions Lyman-α. Les observacions bàsiques amb raigs X començaren el 1960 utilitzant aquests coets. Les missions British Skylark rocket entre 1959 i 1978 retornaren a les dades espectromètriques de raigs X. Tot i que amb èxit, les missions amb coets eren força limitades en càrrega útil i temps. Durant el període entre 1962 i 1975, la sèrie de satèl·lits Orbiting Solar Observatory (OSO-1 to OSO-8)pogueren realitzar observacions espectromètriques esteses de EUV i raigs X. Llavors, el 1973, amb el llançament de l'Skylab començà una campanya multilogitud d'ona que tipificà les observacions futures. Aquesta missió només durà un any i fou substituïda per la Solar Maximum Mission, que fou el primer observatori que durà la major part d'un cicle solar (de 1980 a 1989). S'acumulà una gran quantitat de dades de tot el rang d'emissions.

### A partir de 1991
L'agost de 1991 es llançà l'observatori Yohkoh (Solar A) des del Centre Espacial d'Uchinoura. Es perdé el 14 de desembre de 2001 a causa d'una fallada de la bateria però revolucionà les observació de raigs X en la dècada que estigué operativa. El Yohkoh (o raig de sol en japonès) orbità la Terra en una òrbita el·líptica, observant les emissions de raigs X i raigs gamma dels fenòmens solars com les erupcions solars. El Yohkoh duia quatre instruments. El Bragg Crystal (BCS), el Wide Band Spectrometer (WBS), el Soft X-Ray Telescope (SXT) i el Hard X-Ray Telescope (HXT) que eren operats per un consorci de científics del Japó, els Estats Units i el Regne Unit. Particularment interessant per a l'observació de les emissions de raigs X del rínxols coronals era l'SXT.
El SXT observà raigs X en el rang 0.25–4.0 keV, resolent fenòmens solars de 2,5 arc de segon amb una resolució temporal de 0,5–2 segons. El SXT era sensible a plasma en l'interval de temperatures de 2–4 MK, fent-lo una plataforma ideal per a comparar amb les dades recollides de rínxols coronals radiants en la longitud d'ona EUV pel TRACE.

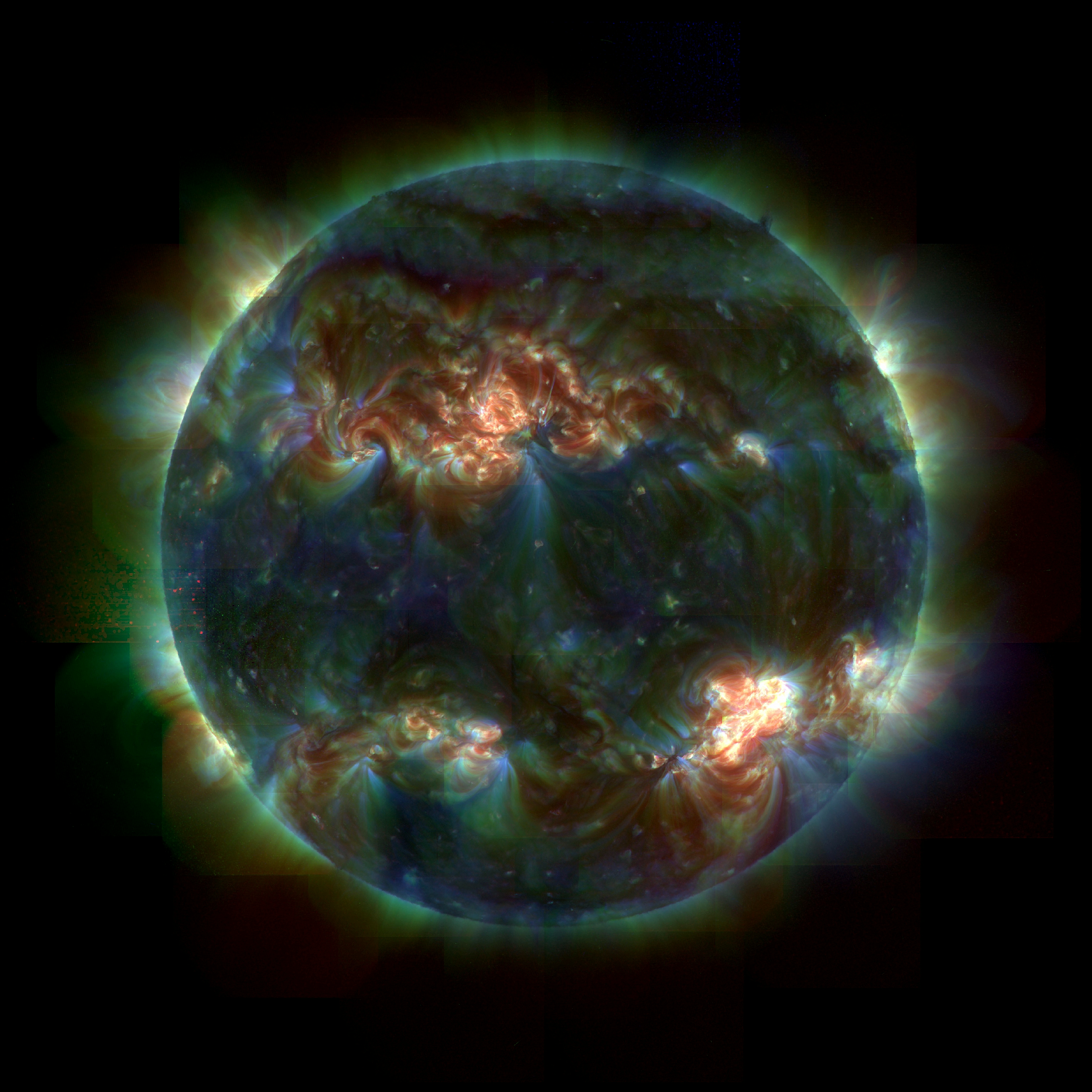
Mosaïc del disc complet del Sol un milió de graus, TRACE

El pas següent en la física solar vingué amb el llançament de la sonda Solar and Heliospheric Observatory (SOHO) al desembre de 1995 des de Cap Canaveral a Florida, USA. La SOHO originàriament tenia una vida de dos anys. La missió fou allargada a març del 2007 a causa del seu gran èxit, permetent d'aquesta manera que la SOHO veiés un cicle solar complet. La sonda mira al Sol contínuament mantenint una òrbita lenta al voltant del primer punt de Lagrange (L1), on el balanç gravitacional entre el Sol i la Terra permet una posició estable de l'òrbita, la sonda eclipsa contínuament el Sol des de la Terra a una distància aproximada d'1,5 milions de quilòmetres.
La sonda SOHO és dirigida per científics de la European Space Agency (ESA) i la NASA. Aquesta missió solar, amb més instruments que la TRACE i la Yohkoh juntes, es dissenyà per observar l'interior solar, la corona solar i el vent solar. La sonda SOHO té dotze instruments a bord, un espectròmetre de diagnosi coronal (CDS), el telescopi fotogràfic ultaviolat extrem (EIT), Els mesuraments ultraviolats solars de radiació emesa (SUMER) i l'espectròmetre coronògraf ultraviolat (UVCS), molt utilitzats en l'estudi de la regió de transició i la corona solar.
L'instrument EIT s'usa molt en les observacions dels rínxols coronals. Les imatges del EIT a través de la corona interior estan fetes utilitzant quatre passades per banda, 171 Å FeIX, 195 Å FeXII, 284 Å FeXV and 304 Å HeII, cada un corresponent a diferents temperatures EUV, sondejant la xarxa cromosfèrica de la corona més baixa.

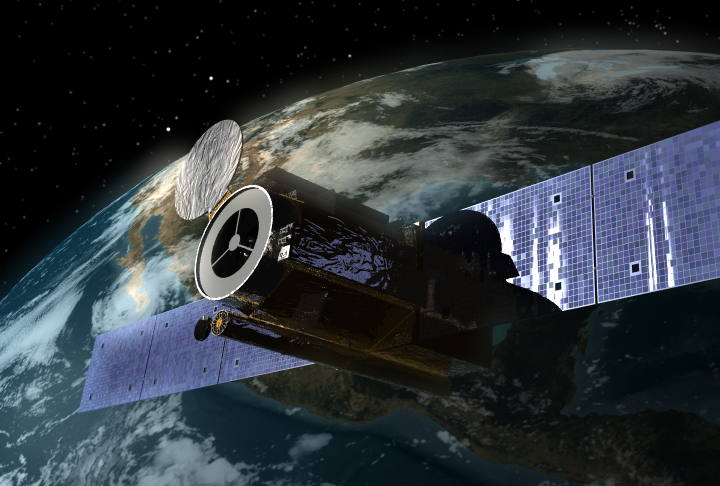
El nou observatori Hinode (Solar-B), llançat al setembre de 2006 observarà l'estructura magnètica de la corona.

La sonda Transition Region And Coronal Explorer (TRACE) fou llançada a l'abril de 1998 des de la base Vandenberg (Vandenberg Air Force Base) com a part del projecte SMEX per la NASA. El petit instruments orbital té un telescopi Cassegrain de longitud focal 30×160 cm, 8.66 m amb una càmera CCD de1200×1200px CCD. L'horari del llançament fou planificat per a coincidir amb la fase de pujada del màxim solar. Les observacions de la regió de transició i la corona inferior es podrien realitzar en conjunció amb la SOHO per donar una visió de l'ambient solar durant la fase d'excitació del cicle solar.
A causa de la resolució temporal (1-5 segons) i la resolució alta espacial (1 arcsegon), la TRACE ha pogut capturar imatges altament detallades d'estructures de la corona, mentre la SOHO captura amb menor resolució fotografies globals del Sol. Aquest campanya demostrà l'habilitat de l'observatori de seguir l'evolució de rínxols coronals en estat de quietud. La TRACE utilitza filtres que són sensibles a la radiació electromagnètica en el rang 171 Å FeIX, 195 Å FeXII, 284 Å FeXV, 1216 Å HI, 1550 Å CIV and 1600 Å. Són particularment interessants el passades per la banda 171 Å, 195 Å and 284 Å, ja que són sensibles a la radiació emesa pels rínxols coronals quiets.

## Fluxos dinàmics
Totes les missions espacials han estat molt exitoses en l'observació dels fluxos forts de plasma i dels processos altrament dinàmics dels rínxols coronals. Per exemple, observacions del SUMER suggereixen velocitats de 5–16 km/s al disc solar, i les observacions conjuntes de SUMER/TRACE detectaren fluxos de 15–40 km/s. Les velocitats molt altes s'han detectat amb l'espectròmetre de cristall pla (FCS) de la Solar Maximum Mission, on es trobà velocitats de plasma d'entre 40–60 km/s.